# Kościół Matki Bożej Światłości w Marsaskali
Kościół Matki Bożej Światłości (malt. Il-knisja tal-Madonna tad-Dawl, ang. Church of Our Lady of Light) – niewielki rzymskokatolicki kościół w Marsaskali (malt. Wied il-Għajn) na Malcie.

## Historia
Wygląda na to, że na miejscu dzisiejszego kościoła istniała wcześniejsza kaplica, poświęcona św. Janowi Chrzcicielowi. Stała ona na miejscu troszkę oddalonym od dzisiejszego. Jak to stało się z wieloma kaplicami w tej okolicy, w związku z częstymi najazdami piratów, została opuszczona i zaniedbana. W 1654 biskup Caramasa dekonsekrował kaplicę.
Jak pisze ks. Vincent Borg w książce Marian devotions in the Island of St. Paul, w 1733 na prośbę ks. Giovanniego A. Mallia, biskup Paul Alphéran de Bussan ponownie zezwolił na publiczne używanie świątyni św. Jana Chrzciciela w celach religijnych. Kiedy ta przeszła pod opiekę Giuseppe Mallia, ten zapoczątkował w niej oddawanie czci Matce Bożej Światłości. Tytułowanie Maryi „Matką Bożą Światłości” było mocno rozpowszechnione w XVIII wieku. Kult ten zainicjował we Włoszech ks. Giovanni Antonio Genovese; był on silny zwłaszcza na południu Sycylii. W tamtych czasach Malta miała ścisłe związki z Sycylią, więc kult ten szybko rozprzestrzenił się na cały archipelag. Kiedy w 1737 Giuseppe Malia zainstalował w kościele obraz Matka Boża Światłości, ten zaczł beć znany pod tym wezwaniem.
Ponieważ kult przyciągał wielu pielgrzymów, w latach 1754–58 kościół został rozbudowany. Jego dobroczyńca, Giuseppe Malia, zmarł wkrótce po tym.

## Architektura

### Wygląd zewnętrzny

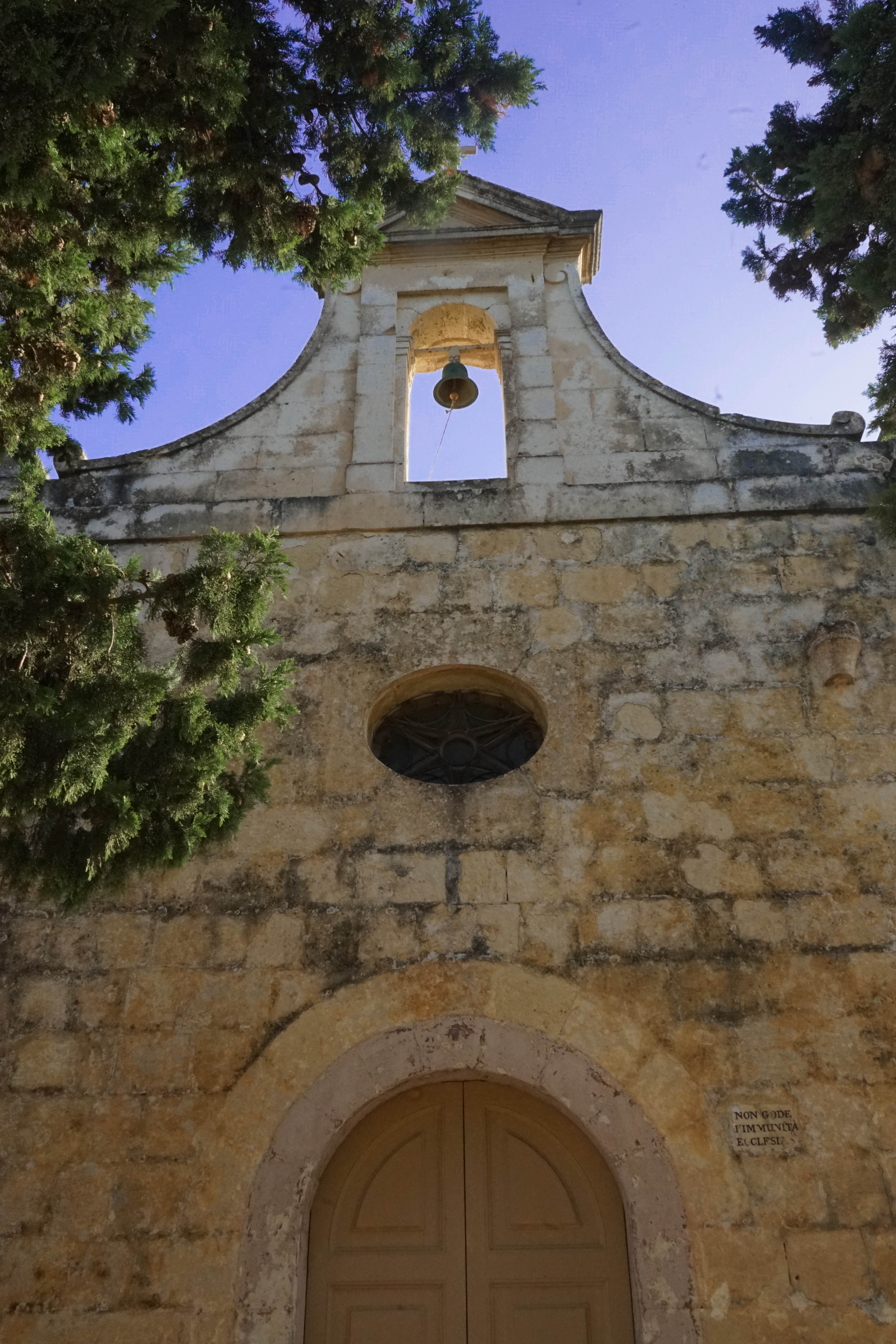
Fasada kościoła

Kościół ma prostą fasadę, w której znajdują się łukowate drzwi. Ponad nimi owalny oculus, zamknięty gwiezdnym witrażem. Fasadę zwieńcza mała dzwonnica w formie pojedynczej arkady, z dzwonkiem. Na jej szczycie trójkątny naczółek z krzyżem. Dzwonnicę podpierają z obu boków duże esownice. Na krańcach fasady dwa ozdobniki w formie kuli. Po obu stronach drzwi znajdują się dwa niewielkie kwadratowe okna, przez które wierni mogli, gdy kościół był zamknięty, adorować Najświętszy Sakrament. Obok wejścia tablica „Non gode l’immunita ecclesias”. Przed świątynią niewielki plac, ogrodzony niskim murkiem. Do budynku przylega zakrystia.

### Wnętrze
Dominującym elementem tego niewielkiego kościółka jest ołtarz, poświęcony Matce Bożej Światłości. Obraz tytularny przedstawia Matkę Bożą z Dzieciątkiem Jezus, ratującą duszę czyśćcową. Na obrazie widzimy też św. Jana Chrzciciela na przypomnienie poprzedniego patrona kaplicy, oraz św. Franciszka de Paola, do którego istniało duże nabożeństwo. Domniemanym autorem tego dzieła jest Francesco Zahra. Ponad obrazem ozdobny kartusz z łacińskim napisem „PROFER LUMEN CÆCIS” (Dała światło ociemniałym), pod obrazem zaś napis „MATER SANCTISSIMA LUMINIS” (Matka Światłości Najświętszej).

Po obu stronach ołtarza dwa malowidła: Madonna z Dzieciątkiem oraz Święty Józef z małym Jezusem.
Jak wspomniano, w kaplicy istniał silny kult Matki Bożej, był on szczególnie mocny wśród ludzi morza. W przylegającej do kaplicy zakrystii znajdują się 23 obrazy ex-voto, podarowane przez ocalonych z katastrof morskich lub walk z piratami. Najstarszy dar pochodzi z 1727. Jakkolwiek nie mają wielkiej wartości artystycznej, to pokazują religijność i wdzięczność darczyńców.

## Kościół dzisiaj
W kościele odprawiana jest msza święta w pierwszą niedzielę miesiąca.

## Ochrona dziedzictwa kulturowego
Budynek kościoła umieszczony jest na liście National Inventory of the Cultural Property of the Maltese Islands pod nr. 1723.